# Sierra de la Plata
La Sierra de la Plata fue un lugar legendario ubicado en el interior de Sudamérica. Su historia se originó a comienzos del siglo XVI en las costas de Santa Catarina (Brasil), cuando originarios tupiguaraníes informaron a un grupo de náufragos de la trágica expedición de Juan Díaz de Solís sobre la existencia de una montaña llena de metal de plata en el interior del continente donde gobernaba un monarca al que llamaban Rey Blanco. El primer europeo en encabezar una expedición al mencionado lugar fue el náufrago Alejo García quien logró atravesar casi todo el continente hasta la región del Altiplano. García finalmente murió en el Paraguay durante el viaje de regreso cuando fue emboscado por indígenas de la zona, sin embargo, los sobrevivientes de la expedición lograron llegar hasta Santa Catarina con algunas muestras de metales preciosos que certificaban la historia. Esta leyenda impulsó el descubrimiento y colonización de la cuenca del Río de la Plata, que se suponía era la entrada natural a estos tesoros, aunque finalmente todas las expediciones ingresadas por esta vía concluyeron en continuos fracasos. Actualmente se considera que la leyenda de la Sierra de la Plata se basó en el Cerro Rico de Potosí (Bolivia), que fuera descubierto por los españoles procedentes del Perú en 1545.

## Origen de la leyenda

### Luis Ramírez
Una hermosa leyenda indígena afirma que existía una sierra de plata gobernada por el rey blanco, de esa manera recopiló Luis Ramírez (tripulante de la armada de Sebastián Caboto) en una carta dirigida a su padre el 10 de julio de 1528 desde el río de La Plata.  Ramírez dio cuenta a su padre de los sucesos del viaje.  La carta tiene el mérito de estar escrita por quien debió presenciar muchos de los acontecimientos, que refiere durante su viaje a lado de Caboto: 

[…]le pregunto si tenian alguna muestra de aquel oro y plata que decían n`otro metal que decian, los quales dijeron quellos quedaron alli siete hombres de su armada sin otros que por otra parte se havian apartado, y que destos ellos dos solos havian quedado alli estantes en la tierra; y los demas vista la gran riqueza de la tierra, é como junto á la dicha sierra avia un Rey blanco que traia buenos vestidos como nosotros, se determinaron de ir allá, por ver lo que era, los quales fueron y le embiaron cartas; y que aun no habian llegado á las minas, mas, habian tenido platica con unos Yndios comarcanos á la sierra é que traian en las cabezas unas coronas de plata é unas planchas de oro colgadas de los pescuezos é orejas, é ceñidas por cintos […].

Esta noticiosa carta que escribió Luis a su padre, dándole cuenta de los sucesos del viaje, dice también que hubo indios que iban a confinar con una sierra, muchos de ellos acostumbraban a ir y venir de esta sierra donde había mucha cantidad oro y plata, minas a una distancia de más de 200 leguas. Fueron los indios querandís quienes dieron mayor información de la sierra y del rey blanco:

[…]vino una de gente del campo que se dizen Querandis: esta es gente mui ligera: mantienense de la caza que matan, y en matándola qualquiera que sea le beben la sangre porque su principal mantenimiento es á causa de ser la tierra mui falta de agua. Esta generacion nos dió mui buena relación de la sierra y del Rey blanco, y de otras muchas generaciones disformes de nuestra naturaleza[…]

Según Herrera (1601) en su Descripción, asegura que Sebastián Caboto había había subido por el río muchas leguas, donde halló objetos de plata entre los naturales:

“fubido mucha leguas el rio arriba, halló plata entre los Indios de aquellas comarcas, porq en las guerras que eftos Indios tenían con los de los Reyno del Piru la tomaron, y de aquí fe dixo rio de la Plata, porque antes fe llamaua rio de Solis”. 

Realizando un seguimiento a Sebastián Caboto; estudiosos sobre la sierra de plata y el rey blanco, cuentan que durante la primera mitad del siglo XVI, se corrió la voz entre los españoles de que existía una montaña llena de metal plata en el interior del nuevo continente. Caboto al enterarse de las fabulosas historias, la existencia de pueblos de oro y sierras de plata, que le contase un tal Melchor Ramírez, náufrago de la expedición de Juan Díaz de Solís (1516). Desobedeciendo su mandato, remontó el río de La Plata e incursionó en el Paraná.

### Juan Díaz de Solís

Mapa del Atlas Miller (1519) donde se observa la costa de Brasil y la desembocadura de los ríos Amazonas y De la Plata.

La leyenda del Rey Blanco y de la Sierra de la Plata se origina con los viajes que hace Juan Díaz de Solís por las costas de Sudamérica. En el primero de ellos, realizado en 1512, Solís bordea la costa de Brasil hasta toparse con un enorme río (hoy Río de la Plata), que Américo Vespucio, en su expedición de 1501-1502 había bautizado con el nombre de río Jordán 
y que los naturales del lugar llamaban Paranaguazu, que significa "río como mar" o "agua grande". Juan Díaz de Solís optó por llamarlo Mar Dulce debido a su gran amplitud. Luego de explorar la zona y suponiendo que podría tratarse de un estrecho que uniese el Atlántico con el Pacífico, Solís decide volver a España para reclamar la conquista y gobernación de aquel territorio. Convertido ya en Capitán General de esa región, vuelve al Río de la Plata en febrero de 1516 y desembarca junto con otros cincuenta hombres confiado en los gestos de amistad que le habían perpetrado desde la costa oriental los indios guaraníes. Sin embargo, una vez en tierra, Solís y sus hombres fueron asesinados, descuartizados y devorados por aquellos indios. Ante este hecho, los demás tripulantes que habían quedado en los navíos decidieron levar anclas y huir rumbo a España.

### Alejo García
En el viaje de retorno a Europa, uno de los barcos de la malograda expedición de Solís naufragó frente a las costas de la isla de Santa Catalina (Brasil), quedando varados allí dieciocho hombres. Uno de ellos fue el portugués Alejo García, quien trabó amistad con los indios tupiguraníes que habitaban en aquella región. A través de estos, se enteró de que en el interior del territorio existía una gran montaña de metales brillantes.
Así, Alejo García, junto con otros náufragos y gran cantidad de indios partió desde Santa Catalina en busca de la "Sierra de la Plata", atravesando en su camino la Mata Atlántica y el Gran Chaco hasta finalmente llegar a la región del Altiplano, en los dominios del "Rey Blanco", cuyo trono estaba completamente ornamentado en plata. Tras apoderarse de algunas piezas de valor, los expedicionarios emprendieron el retorno a la costa del Brasil, sin embargo, Alejo García y los demás europeos murieron en el camino, tras ser emboscados por los indios payaguas. Los pocos tupiguaraníes que lograron salvarse contaron lo sucedido, exhibiendo algunos trozos de plata que habían obtenido del imperio del Rey Blanco.

## La búsqueda

### Sebastián Caboto

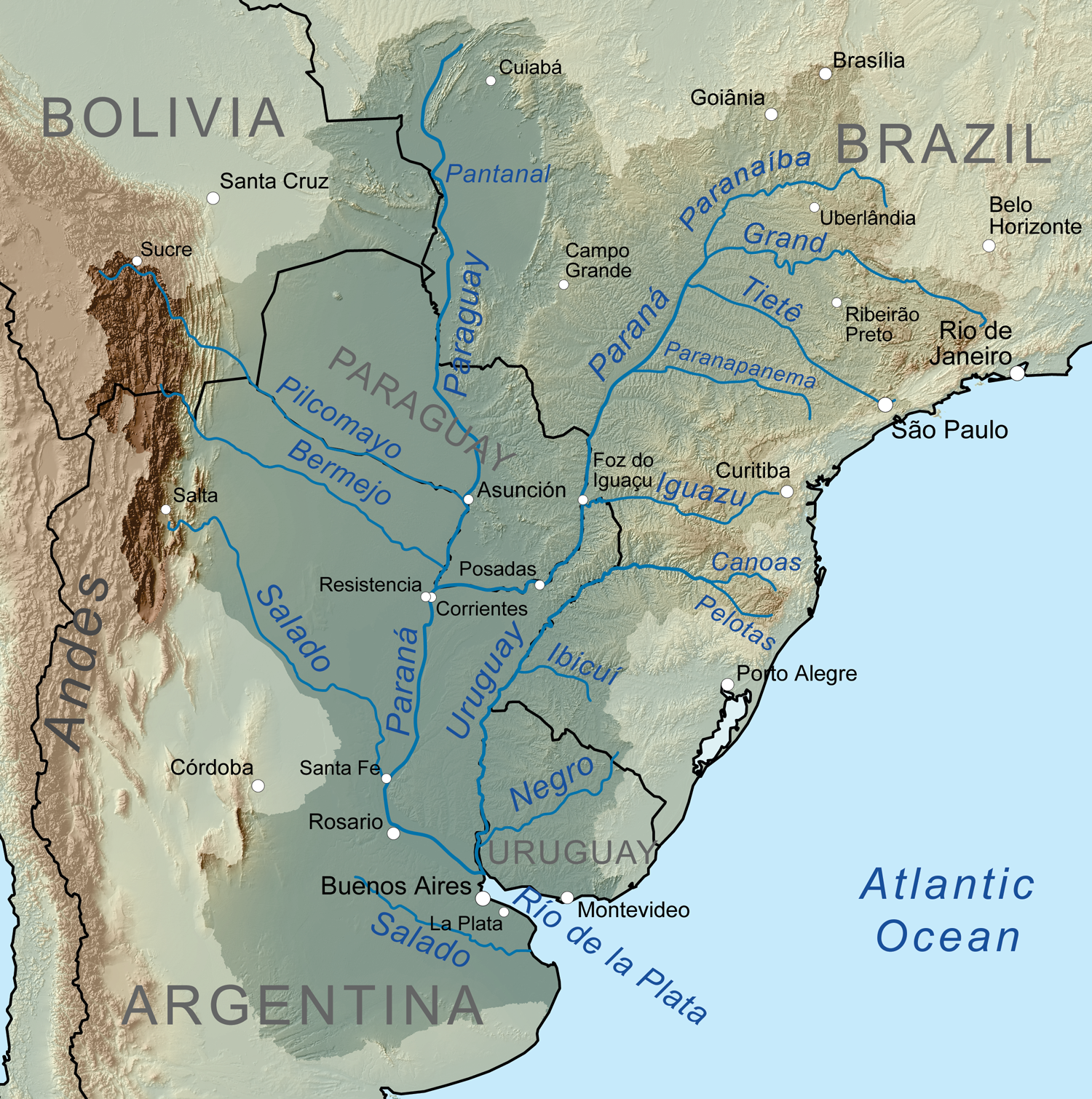
Cuenca del Río de la Plata.

En 1526 partió desde España el veneciano Juan Sebastián Caboto con el objetivo de llegar a las Islas Molucas (Indonesia) a través del estrecho de Magallanes. Durante su escala en Pernambuco, al norte del Brasil, Caboto escuchó las primeras versiones sobre una tierra muy rica en metales preciosos ubicada en el interior del continente, a la cual se podría acceder a través de un enorme estuario ubicado más al sur, que se apodaba Río de la Plata, por ser el camino natural a aquellas riquezas. La idea de abandonar la ardua misión original y encaminarse rumbo a las fáciles riquezas del interior sudamericano se impuso rápidamente en la cabeza del veneciano, asumiendo que las autoridades reales serían indulgentes si el botín alcanzado era importante.
La confirmación de estas versiones la obtuvo Caboto en Santa Catalina, donde los náufragos Melchor Ramírez y Enrique Montes le informaron sobre la aventura de Alejo García y le enseñaron los metales rescatados de aquella saga. Totalmente convencido de arriesgarse en esta travesía, Sebastian Caboto avanzó hacia el Río de la Plata donde desembarcó para proceder a la reparación de dos naves que se habían averiado tras una fuerte tormenta. Allí la expedición se cruzó con el ex grumete Francisco del Puerto, único sobreviviente de la trágica avanzada que Juan Díaz de Solís había encabezado en tierra firme. Del Puerto, que por aquel entonces convivía con los indios, ratificó las historias sobre la Sierra de la Plata y ofreció a Caboto sus servicios de guía e intérprete.
Tras su ingreso en el Río de la Plata la expedición se dividió en dos: Caboto continuaría por el río Paraná y el maestre Antón de Grajeda remontaría el río Uruguay. A la altura de la confluencia de los ríos Paraná y Carcaraña, Caboto fundaría en junio de 1527 el fuerte de Sancti Spiritu, primer asentamiento europeo en la cuenca del plata y futura escala del posible itinerario hacia las tierras del Rey Blanco. Por aquel entonces, el hambre y las enfermedades ya estaban afectando a la expedición y como el camino por tierra era imposible, continuaron navegando hacia el norte hasta desembarcar en una isla a la que llamaron Año Nuevo. En ella intercambiaron con los indios timbúes vidrios de colores a cambio de comida, que para Caboto resultó ser muy poca, por lo que ordenó matar a los aborígenes, quemar sus chozas y despojarlos de todos los alimentos.

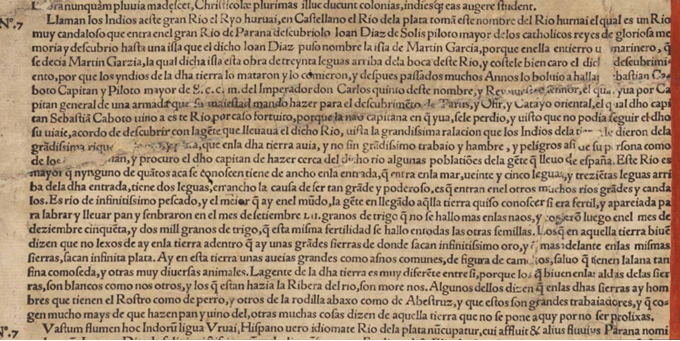
Detalle Nro. 7 del mapamundi realizada por Sebastián Caboto, Piloto mayor de Carlos I

En febrero de 1529 llegaron a un pueblo indígena al que llamaron Santa Ana, donde fueron recibidos con hospitalidad, comieron en abundancia y fueron informados sobre la presencia de otros "blancos" que venían subiendo por el río, aún más atrás que ellos, según se había propagado la noticia entre las tribus. Caboto, sin embargo, continuó con su plan e ingresó por el río Paraguay, donde fue detenido por las fuertes correntadas.  Allí dispuso adelantar un bergantín al mando de Miguel de Rifos. Aproximadamente, a la altura del río Pilcomayo, Rifos decidió desembarcar con algunos hombres confiado en la cordial recepción que le habían tributado los indios de la orilla. Desde allí los europeos avanzaron por la selva hasta el pueblo de los indígenas, donde sorpresivamente fueron emboscados. Según se cree, la trampa habría sido urdida entre Francisco Del Puerto y el cacique de la tribu, quienes habían estado dialogando en lengua aborigen durante el trayecto. La traición de Del Puerto se habría justificado en el rechazo de Caboto a otorgarle una mayor parte del futuro botín, que este habría exigido por su habilidad para negociar con los indios.
Los que habían aguardado en el bergantín lograron escapar hasta donde estaba Sebastián Caboto, quien en vistas de la difícil situación decidió emprender el regreso a Sancti Spiritu. En el camino, su flota se cruzó con la de Diego García, sobre la que los indios le habían advertido. García, al igual que Caboto, tenía el encargo de viajar a las Molucas, pero había decidido desertar al escuchar las versiones del Rey Blanco. Tras una breve disputa, ambos capitanes decidieron unir sus fuerzas para encontrar la Sierra de la Plata, quedando Caboto al mando de la flota unificada.
En Sancti Spiritu, se encomendó al capitán Francisco César para explorar la región adyacente junto con otros quince soldados. Tres meses después César retorno con la mitad de la gente y el rumor de que cerca de allí existía una gran ciudad llena de riquezas que desde entonces pasó a conocerse como la Ciudad de los Césares.
Cuando Caboto y García decidieron partir hacia la definitiva conquista de la Sierra de la Plata, los indios que rodeaban Sancti Spiritu aprovecharon la oportunidad para arrasar el fuerte español. Este hecho terminó por generalizar el escepticismo entre los capitanes y soldados, debiendo admitir Caboto su fracaso.

### Pedro de Mendoza

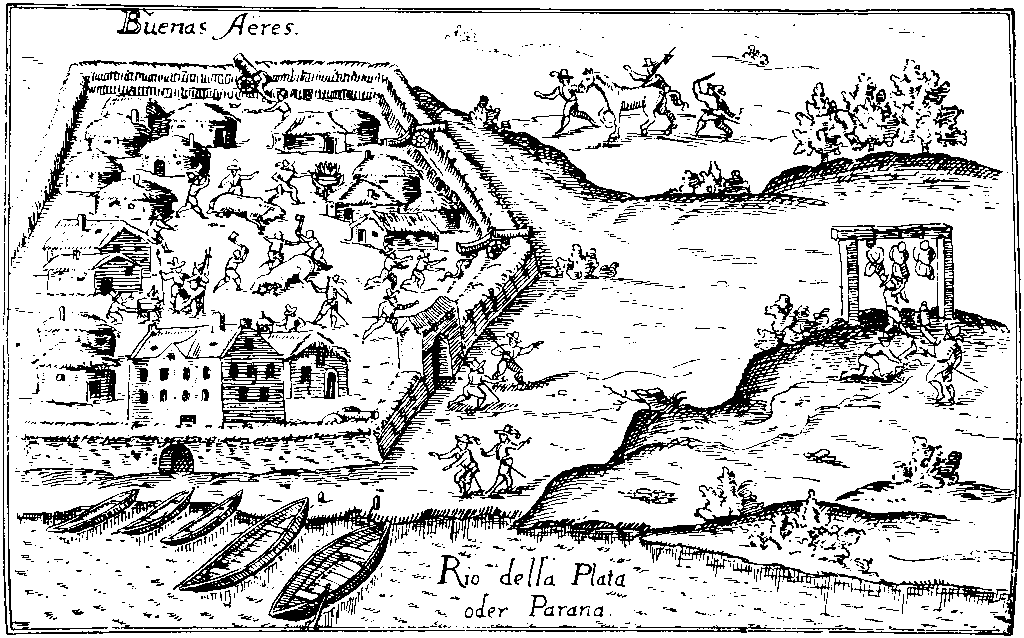
Santa María del Buen Ayre, poco después de su fundación en 1536.

En 1534 el rey de España autorizó a don Pedro de Mendoza a "conquistar y poblar las tierras y provincias que hay en el río de Solís que algunos llaman de la Plata". Con catorce navíos y unos mil doscientos hombres, fue por aquel entonces, la expedición más importante y numerosa que hubiese salido desde Europa hacia América, dando prueba de las fabulosas riquezas que se pretendían conquistar.
En 1536 Don Pedro de Mendoza funda el puerto de Santa María de los Buenos Ayes, cuya ubicación más probable es donde hoy se encuentra el Parque Lezama. La falta de recursos necesarios para mantener a tanta gente y el trato abusivo y despectivo hacia los indios del lugar (querandíes) provocó que éstos dejaran de enviarles de alimentos, lo que generó una gran hambruna en el enclave. Ante esta situación, el Adelantado decidió enviar dos flotas en busca de alimentos, una de ellas encabezada por su sobrino, Gonzalo de Mendoza, con rumbo al Brasil y la otra dirigida por Juan de Ayolas quien debería remontar el Paraná con tres naves y doscientos setenta hombres. Paralelamente, Mendoza ordenó a su hermano Diego para que junto con trescientos hombres y treinta jinetes enfrentara y sometiera a los querandíes. Dicho enfrentamiento finalizó con la muerte de Diego de Mendoza y el posterior sitio de Buenos Aires, que se mantuvo durante algún tiempo. Sin posibilidades de reabastecerse los habitantes del fuerte comenzaron a comerse a los caballos o a los hombres que ya habían muerto. Finalmente, los indios emprendieron la retirada y a los pocos días se produjo el retornó de la avanzada de Juan de Ayolas, con la noticia de que había logrado levantar un fuerte (Corpus Christi) río arriba y que los indios de aquella región le habían dado referencias de la Sierra de la Plata, lo que entusiasmó a Pedro de Mendoza, quien decidió embarcarse junto con Ayolas y unos cuatrocientos hombres.
Durante el viaje, unos doscientos hombres murieron a causa de la debilidad y el hambre que venían soportando, y ya en Corpus Chisti, Mendoza certificó, sobre la base de la carta de viaje de Caboto, que aún faltaba mucho más camino por recorrer. Esta situación y el agravamiento de la enfermedad (sífilis) que venía soportando definieron su retorno a Europa, tras una breve escala en Buenos Aires.
Don Pedro de Mendoza falleció en alta mar el 23 de junio de 1537. Juan de Ayolas, quien el 14 de octubre de 1536 había partido de Corpus Christi rumbo al norte con una flotilla de tres bergantines y ciento setenta soldados, se convirtió en el heredero del adelantazgo. Mientras tanto, Buenos Aires, que había logrado reabastecerse gracias a las provisiones traídas desde el Brasil por Gonzalo de Mendoza, quedaría provisionalmente a cargo del capitán Francisco Ruiz Galán, quien ordenó realizar las primeras siembras de maíz, con el objetivo de autoabastecer al fuerte.

### Juan de Ayolas

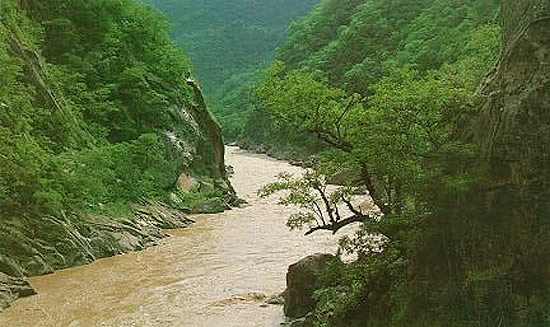
El río Pilcomayo a la altura de Tarija (Bolivia).

Antes de la partida final de don Pedro de Mendoza y sin noticias sobre la expedición de Ayolas se dispuso que Juan de Salazar Espinosa fuese desde Buenos Aires río arriba en su búsqueda. Así, el 15 de agosto de 1537, Espinosa estableció el fuerte de Nuestra Señora de la Asunción (hoy Asunción), en la confluencia de los ríos Paraguay y Pilcomayo.
Mientras tanto, Juan de Ayolas se encontraba más arriba en el río Paraguay, en una tribu de indios payaguas, donde había podido conversar con uno de los hombres que había acompañado a Alejo García y este le resaltó lo dificultosa que había sido la vuelta por el excesivo peso del oro y la plata que transportaban. Tras escuchar este relato Ayolas decidió fundar en el lugar el puerto de Candelaria (cerca de la actual Corumbá) y comisionó a Domingo Martínez de Irala como teniente de gobernador provisorio hasta que él regresara de la expedición que iba a realizar tierra adentro con ciento treinta soldados. Al poco tiempo y sin noticias ciertas sobre la suerte de Ayolas, Irala decide abandonar la posición y volver río abajo hasta el fuerte Asunción.
Sin embargo, la expedición de Juan de Ayolas logra llegar exitosamente hasta una zona de montañas de donde extraen algunos metales preciosos. A su vuelta él y sus soldados debieron enfrentar varios ataques de los indios y antes de llegar al río Paraguay, el capitán ordenó enterrar la mayor parte de los metales que traían. En el puerto de Candelaria su decepción fue grande al no encontrar a Irala y al resto de la gente, por lo que decide aceptar la invitación que le ofrecen los indios payaguas, para reponerse y descansar en su pueblo, sin embargo, a mitad de camino los españoles son emboscados, produciéndose la muerte de casi todos los expedicionarios, incluyendo a Juan de Ayolas.
Tras este episodio, Domingo Martínez de Irala se transforma en el nuevo líder de la expedición que debía encontrar y conquistar la Sierra de la Plata y las tierras del Rey Blanco. Con este objetivo, Irala decide convertir a Asunción en el cuartel general de la conquista y en consecuencia exige a los colonos de Buenos Aires derribar todas las edificaciones para trasladarse a esta nueva ciudad. Sin embargo, los bonaerenses, liderados por el gobernador Ruiz Galán, se oponen a la medida argumentando el alto rendimiento que estaba dando la cosecha de maíz. Ante este desacato, el propio Irala desembarcó seis meses después en Buenos Aires para efectivizar personalmente dicha orden. La primera Buenos Aires fue finalmente abandonada y destruida en 1541.

### Álvar Núñez Cabeza de Vaca

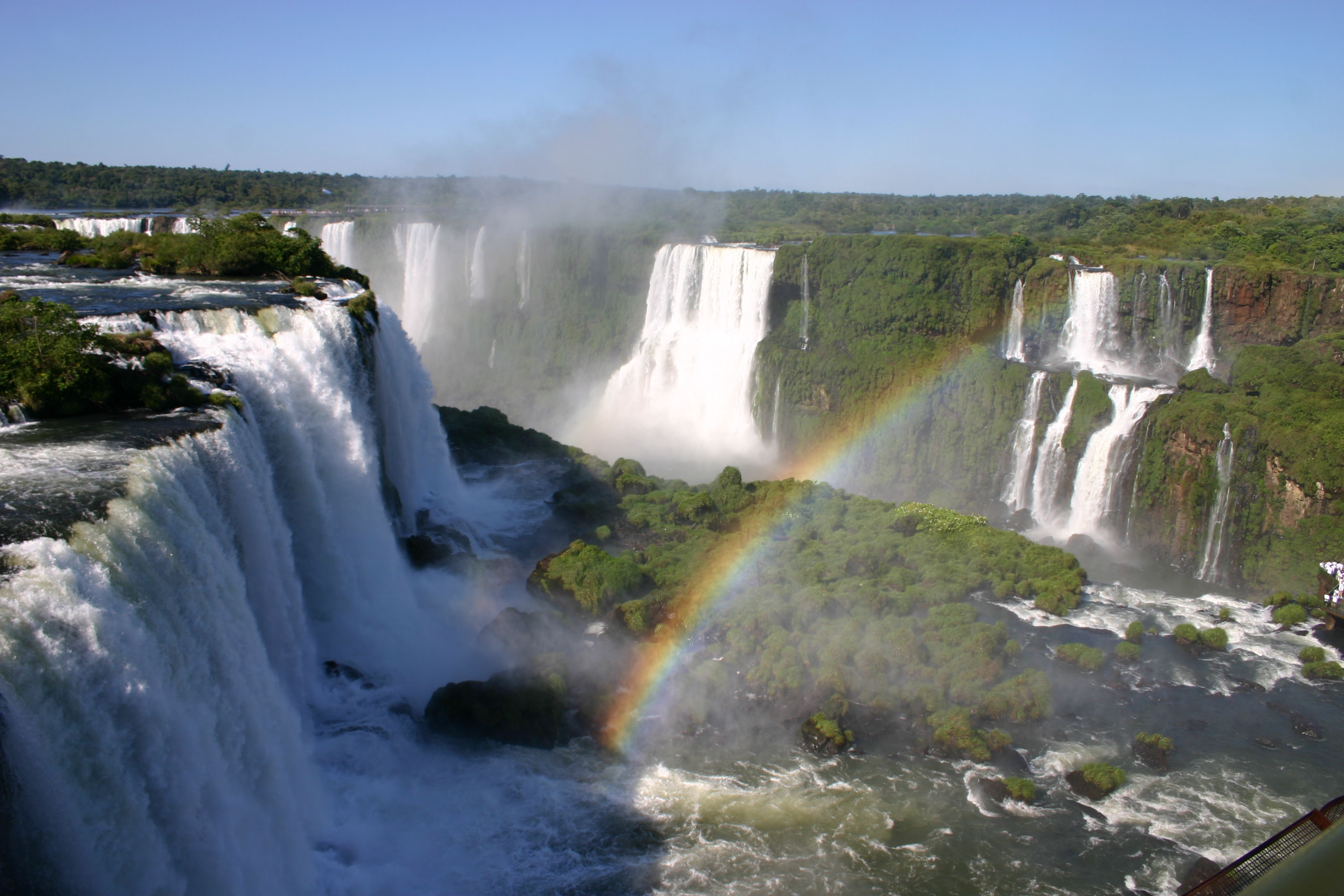
Vista de las cataratas del Iguazú, en la frontera entre Argentina y Brasil.

Mientras Irala preparaba la incursión hacia la Sierra de la Plata, llega a Asunción Álvar Núñez Cabeza de Vaca, sucesor designado por la Corona para el adelantazgo del fallecido don Pedro de Mendoza. Conocido por su temeraria expedición en el territorio norteamericano de Florida, Álvar Núñez hizo otro tanto en Sudamérica, al decidir ingresar por tierra al Paraguay, en lugar de utilizar las vías fluviales de la cuenca del Plata. Así, en octubre de 1541 la expedición partió de Santa Catalina rumbo al Oeste, atravesando en su camino frondosas selvas, serranías y gran cantidad de ríos caudalosos. En enero de 1542 pasaron por las cataratas del Iguazú y el 11 de marzo de ese año llegaron a Asunción, donde fueron recibidos por Domingo Martínez de Irala.
Álvar Núñez choco con Irala y los pobladores de Asunción calificando aquel villorrio como el "paraíso de Mahoma" por la gran cantidad de indias que tenía cada hombre, entre cinco o seis los que menos tenían y hasta treinta o cuarenta en el caso de los hombres de mayor jerarquía. Entre estas mujeres solían mezclarse promiscuamente madres, hijas y hermanas al servicio de un mismo dueño y de estas uniones habían nacido más de cinco mil mestizos.
Prontamente Álvar Núñez comenzó a preparar las incursiones hacia el territorio del Rey Blanco. En primer lugar envió a Irala para que continuase río arriba por el Paraguay, para explorar si el mismo llegaba hasta la Sierra de la Plata. En dicho viaje Irala alcanzó la laguna La Gaiba donde, en enero de 1543, fundó el Puerto de los Reyes, en la actual región del Pantanal. En septiembre de ese mismo año, Álvar Nuñez encabezó su propia expedición hacia el interior de la selva, sin embargo, las enfermedades y la hostilidad de los oficiales, en su mayoría simpatizantes de Irala, lo convencieron de abandonar la búsqueda y retornar a Asunción.
Con su autoridad debilitada y enemistado con los pobladores del lugar, el derrocamiento del capitán general se volvió inevitable. El 25 de abril de 1544 los partidarios de Irala ingresaron a la casa de Álvar Núñez y lo tomaron prisionero. Once meses después fue embarcado rumbo a España en un navío comandado por Gonzalo de Mendoza, sin embargo, en una parte del itinerario, se desató una violenta tormenta que los supersticiosos navegantes interpretaron como un castigo divino y decidieron en consecuencia liberar a todos los prisioneros, los cuales huyeron cada uno por su cuenta. Ya en España, Álvar Núñez denunció lo ocurrido ante las cortes, aunque nunca obtuvo una resolución al respecto y jamás volvió a América.

### Domingo Martínez de Irala

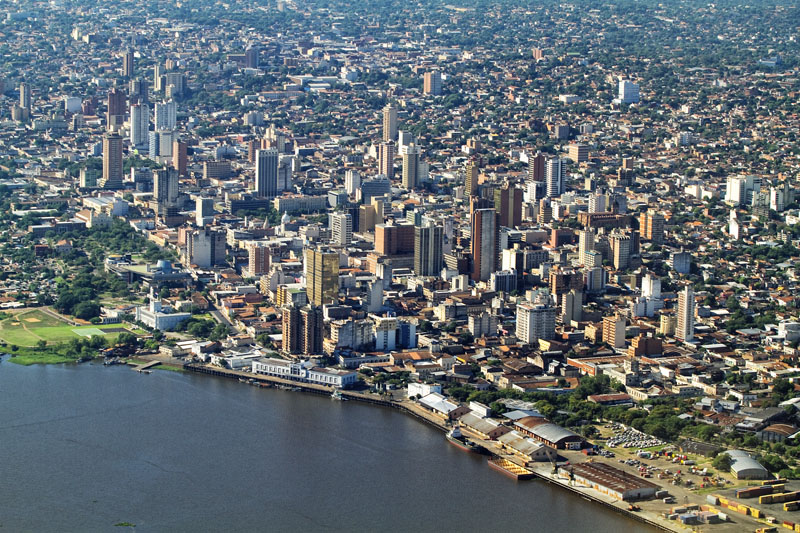
Vista actual de Asunción del Paraguay

Restaurado en su puesto de jefe absoluto, Domingo Martínez de Irala organizó una expedición compuesta por trescientos soldados y tres mil indios en busca de la Sierra de la Plata. Tras algunos combates con aborígenes, los hombres de Irala llegaron hasta una tribu de indios macasís, quienes inmediatamente comenzaron a hablarles en español. Tras indagarlos, éstos les informaron que su señor era Pedro Anzures y que por lo tanto se encontraban ya en una jurisdicción ajena. Irala envió una comitiva para entrevistar al gobernador del Perú Pedro La Gasca, quien solo se limitó a ordenar que la expedición no avanzara más allá de donde estaban acantonados bajo pena de muerte, lo que determinó el inevitable regreso a Asunción.
Irala organizó más expediciones hacia otros lugares legendarios como la "Tierra Rica", la "Laguna del Dorado" o el "Paitití". Todas estas incursiones concluyeron en estrepitosos fracasos, con numerosas pérdidas humanas y materiales. Mientras tanto, en España, el rey designó a Juan de Sanabria como nuevo adelantado de la región, sin embargo este falleció en pleno preparativo y fue reemplazado por su hijo Diego, quien finalmente se quedó en Europa pese a que algunos barcos que componían la expedición ya habían partido. La suerte corrida por don Pedro de Mendoza, Alvar Nuñez y Juan de Sanabria, además de la falta de riquezas que presentaba aquel territorio, convencieron a la corona de que lo mejor era formalizar el poder de Irala, quien de hecho era el que ejercía el poder real en la región. Así, mientras Irala organizaba su siguiente expedición, arribó a Asunción un emisario real informando el nombramiento de Irala como gobernador de la Provincia del Río de la Plata y del Paraguay con la orden expresa de "no hacer más entradas ni rancherías". Con Buenos Aires destruida y con la Sierra de la Plata bajo otra jurisdicción, el Paraguay vivió un largo período de aislamiento durante el mandato de Irala, quien finalmente falleció en octubre de 1556, a la edad de sesenta años.

## El Cerro de Potosí

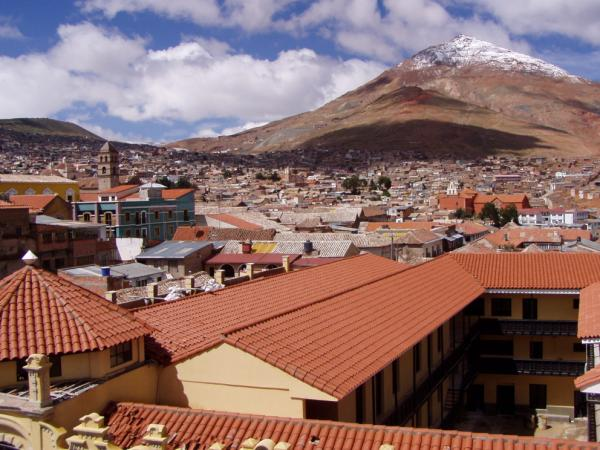
Vista actual de Potosí (Bolivia)

Actualmente se considera que la leyenda de la Sierra de la Plata tuvo su origen en el Cerro de Potosí (Bolivia) y que el Rey Blanco habría sido el Inca Huayna Cápac. Cuando a comienzos del siglo XVI Alejo García recorrió la región y descubrió las riquezas de aquellas tierras, los españoles apenas comenzaban la colonización de las costas panameñas y colombianas y los portugueses recién iniciaban la ocupación de la actual costa brasileña. Ninguna de las dos coronas sabía de la existencia del rico Imperio Inca, que recién sería descubierto en 1528 por Francisco Pizarro, quien recorrió toda la costa del Pacífico desde Panamá hasta Tumbes (Perú). La conquista del imperio inca se produjo entre los años 1532 y 1533 y a partir de allí se acentuaron las desavenencias entre Francisco Pizarro y Diego de Almagro, los dos españoles que habían encabezado aquella campaña. El rey Carlos I intento solucionar el conflicto dividiendo el territorio sudamericano en diversas gobernaciones, la primera de ellas, al mando de Francisco Pizarro se denominó Nueva Castilla y abarcaba desde el río Santiago (Ecuador) hasta Pisco (Perú), la segunda gobernación, entregada a Diego de Almagro, se llamaba Nueva Toledo y su jurisdicción iba desde Pisco hasta Taltal (Chile). Desde allí, unas doscientas leguas hacia el sur se extendía la gobernación de Nueva Andalucía, al mando de Pedro de Mendoza. 

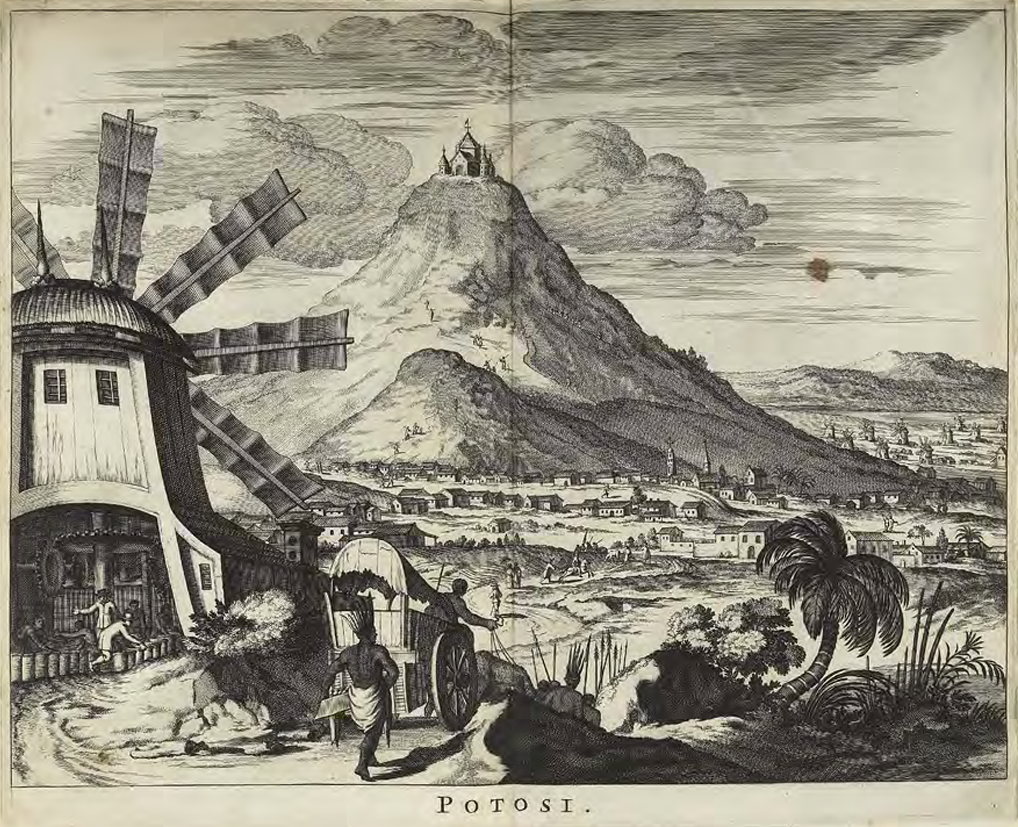
Cerro de Potosí, 1671_Grabado Arnoldus Montanus

Diego de Almagro encomendó dos avanzadas, una marítima que llegó hasta Coquimbo y otra por tierra encabezada por Juan de Saavedra, quien penetró en el actual territorio de Bolivia, bordeó el lago Titicaca, atravesó el río Desaguadero y fundó las poblaciones de Paria y Tupiza. Finalmente Diego de Almagro partió desde Cuzco en julio de 1535 y siguió la ruta de Saavedra hasta Tupiza, para luego proseguir hasta Salta, en la actual Argentina y de allí cruzar la cordillera de los Andes hasta Chile. Al no encontrar las riquezas que esperaba, Almagro decidió el retorno a Cuzco, aunque esta vez bordeando la costa del Pacífico a través del desierto de Atacama.
Diez años después, en enero de 1545, un indio llamado Diego Huallpa descubrió las vetas de plata del Cerro Rico que por entonces se hallaba cubierto de arbustos y matorrales espinosos. Huallpa comenzó a explotar la plata por su cuenta, sin embargo el secreto se mantuvo durante muy poco tiempo ya que otro indio llamado Huanca, mayordomo del capitán Juan de Villarroel, lo puso al tanto del hallazgo y este a su vez lo informó al capitán Diego de Centeno. El 1º de abril de 1545 ambos capitanes tomaron posesión del Cerro Rico, abrieron la primera mina y un año después fundaron la ciudad de Potosí, que se convirtió en el principal polo argentífero del continente.
Según cuenta una leyenda incaica, el Cerro Rico era conocido por los incas como Sumac Orcko y durante un viaje a la región, el Inca Huayna Cápac había ordenado su explotación. Sin embargo, ni bien se iniciaron los trabajos para extraer la plata, se escuchó una estruendosa voz que dijo: "Ama urquychiqchu qolqeta kay urqumanta, chayqa uqkunapataq", que en idioma quechua significa "No saquen la plata de este cerro porque es para otros dueño” y desde entonces los incas no habían vuelto a tocarlo.

## Desarrollo posterior

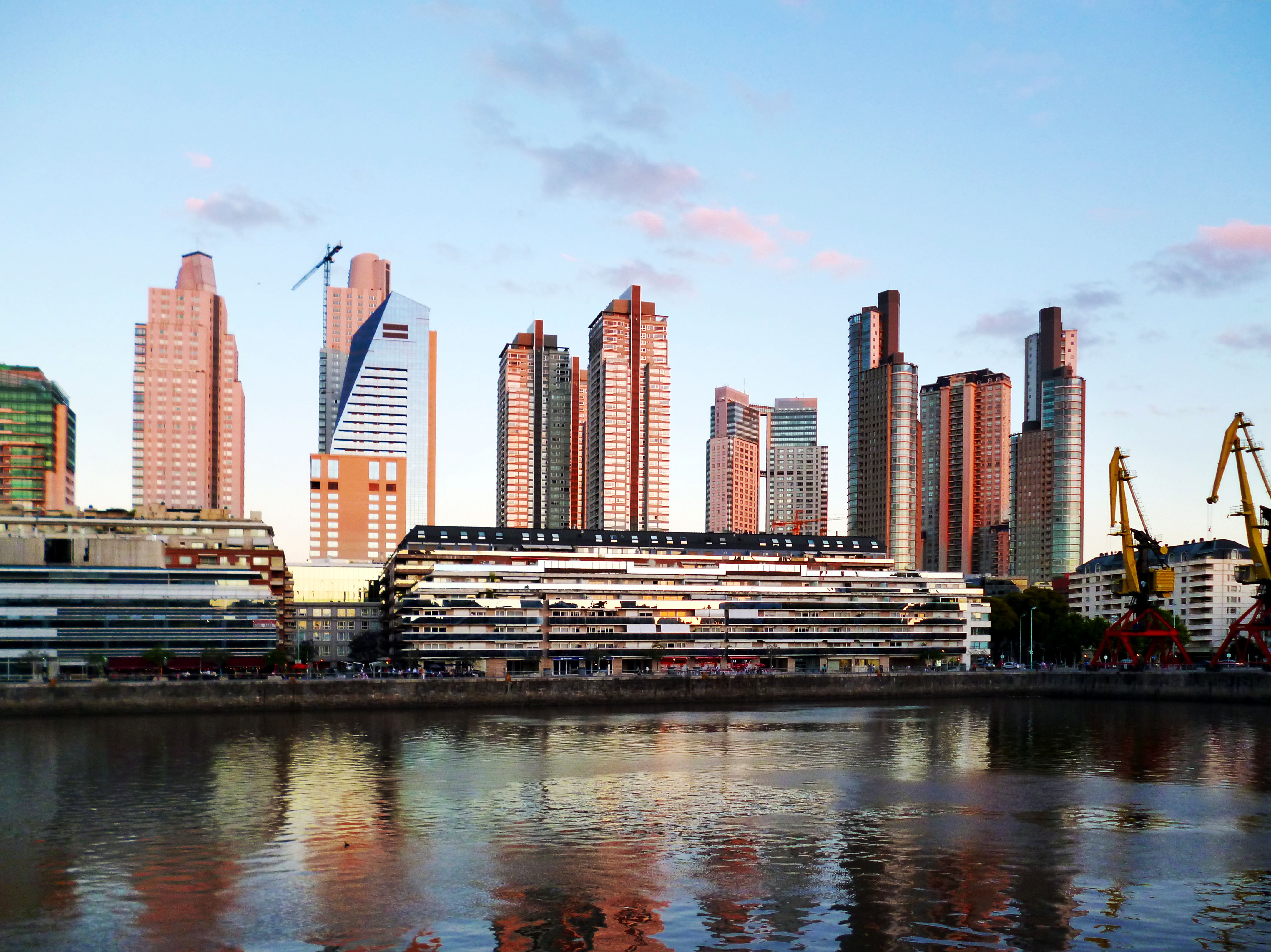
Vista de Puerto Madero, en Buenos Aires.

En 1542 el rey Carlos I de España decidió eliminar y unificar todas las gobernaciones sudamericanas en un único territorio denominado Virreinato del Perú con sede en Lima. Dicha jurisdicción abarcaba el istmo de Panamá y casi toda Sudamérica, exceptuando Venezuela que pertenecía al Virreinato de Nueva España y la costa de Brasil que era parte de los dominios portugueses. El descubrimiento del Cerro Rico de Potosí en 1545 marcó el inicio de un período de gran prosperidad, tanto para la provincia de Charcas (actual Bolivia) como para el resto del Virreinato. Dos años después, remontando el río Pilcomayo desde Asunción hasta la cordillera de los Andes, se produce la llegada al Alto Perú de la expedición encabezada por Domingo Martínez de Irala en busca de la legendaria Sierra de la Plata. Al descubrir que se encontraba en una jurisdicción ajena, Irala envió rumbo a Lima a Ñuflo de Chaves con el fin de conseguir el nombramiento de Gobernador del Paraguay, además del envío de suministros para solventar las necesidades de la región. Pedro de la Gasca, presidente de la Real Audiencia de Lima y gobernador del Perú, desestimó el pedido de Irala y en su lugar nombró como gobernador del Paraguay a Diego Centeno, sin embargo este rechazó el encargo y falleció poco después. Finalmente en 1552 el rey confirmó a Irala como gobernador del Río de la Plata y del Paraguay, ejerciendo dicho cargo hasta su muerte en 1556. Desde entonces, el Paraguay se mantuvo como un enclave aislado y rodeado por la selva, hasta que en 1580, el gobernador Juan de Garay logró la refundación de la ciudad de Buenos Aires en la desembocadura del Río de la Plata. Incluso la Real Audiencia de Charcas había aconsejado anteriormente la necesidad de abrir una salida hacia el océano Atlántico.
Si bien la ruta Potosí-Buenos Aires era la más directa para el transporte de la plata del Alto Perú hacia Europa, el sistema de flotas y galeones establecido por Felipe II en 1573 imponía que todo el intercambio comercial con América se concentrara en Portobelo (Panamá) y Veracruz (México), por lo tanto, la plata de Potosí debía trasladarse hasta el puerto del Callao (Perú) y desde allí viajar por mar hasta Panamá, donde nuevamente debía trasladarse por tierra hasta Portobelo. La misma ruta, pero a la inversa, era la que se utilizaba para trasladar los productos europeos hacia el Virreinato del Perú. La precaria situación de Buenos Aires se agudizó aún más cuando, por exigencia de los comerciantes de Lima, en enero de 1594, se produjo el cierre este puerto para el intercambio con los portugueses. Dicha normativa fomentó la instalación de una red clandestina de comercio entre Buenos Aires y el Brasil.

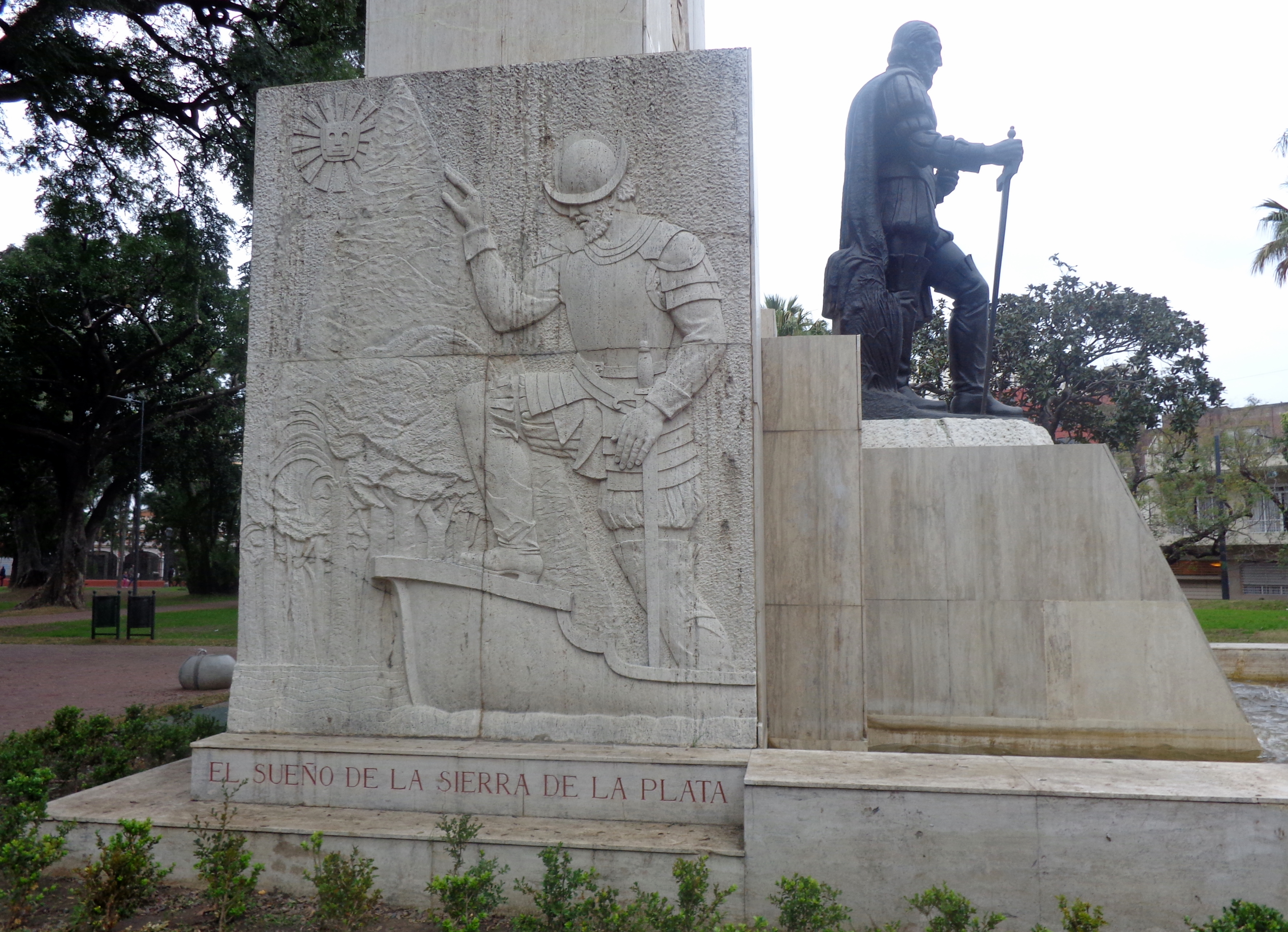
Monumento a Pedro de Mendoza en Buenos Aires.

La producción de plata del Cerro Rico alcanzó su punto máximo alrededor del año 1650 iniciando desde allí un continuo declive. Posteriormente, la necesidad de establecer una ruta comercial más directa a Sudamérica y la pérdida de Río Grande del Sur y Santa Catarina a manos de los portugueses, convencieron al rey Carlos III para formar en 1776 el Virreinato del Río de la Plata, con sede en Buenos Aires y con jurisdicción sobre la provincia de Charcas. Tras la Revolución de Mayo de 1810 en contra del poder español, este territorio finalmente se escindió en los actuales países de Argentina, Bolivia, Paraguay y Uruguay.
Alrededor de 1850, con la caída del precio de la plata, se inició en Potosí la explotación del estaño que logró mantener a flote la economía del distrito que aún hoy sigue siendo muy dependiente de la minería. En 1987 la UNESCO declaró a la ciudad de Potosí como Patrimonio de la Humanidad.
Actualmente existen investigaciones sobre el denominado "Peabirú", un camino utilizado por los guaraníes que conecta la costa del sur de Brasil con el Alto Perú y que permitió la realización de la saga de Alejo García.

## Influencia posterior
La leyenda de la Sierra de la Plata fue lo que impulsó la conquista y colonización de lo que es hoy la Argentina, Paraguay, Uruguay y parte del sur de Brasil. Su influencia logró imponer el nombre de Río de la Plata, al enorme estuario que Américo Vespucio había cartografiado como "Río Jordán" y que el primer Capitán General de la región, Juan Díaz de Solís, bautizó como "Mar Dulce".  
Posteriormente, al conseguir su independencia, la República Argentina tomó su nombre del vocablo argentum, que en Latín significa "plata". Otras ciudades importantes de su territorio también tienen nombres vinculados a este metal precioso, como La Plata, capital de la provincia de Buenos Aires, o Mar del Plata, la principal ciudad turística del país.